# Rio Mangini
Rio Mangini (6 ottobre 2002) è un attore, musicista e compositore statunitense famoso per il ruolo di Ace McFumbles nella serie Bella e i Bulldogs e quello di McQuaid in Everything Sucks!.

## Biografia
Rio Mangini è nato in California, figlio del Premio Oscar Mark Mangini. Mangini è un pianista e ha partecipato per la prima volta alla 2011 Cypress College Competition (divisione di 8 anni), e menzione d'onore nella 2011 American Protege International Piano Strings Competition. Come pianista, Mangini è stato premiato nel 2012 agli Young Artist Awards con un premio speciale nella categoria "Outstanding Instrumentalist."
Ha esordito come attore nel 2012 nel cortometraggio Six Letter Worddi Lisanne Sartor. Il film è uscito attraverso l'Emerging Filmmaker Showcase nek 2013 al Festival di Cannes.. Nel 2013 ha recitato nella serie televisiva Kickin' It - A colpi di karate nel ruolo di Sam. Dopo aver recitato in alcune serie televisive come Buona fortuna Charlie e Switched at Birth - Al posto tuo è diventato famoso internazionalmente recitando il ruolo di Ace McFumbles nella serie Bella e i Bulldogs. Ha inoltre anche recitato nei film televisivi Non si gioca con morte (2014) e Una pazza crociera (2015).
Recentemente ha recitato nelle serie Lethal Weapon. Just Add Magic  e Everything Sucks!. .

## Filmografia

### Televisione
- Marvin Marvin – serie TV, episodio 1x11 (2013)
- Kickin' It - A colpi di karate (Kickin' It) – serie TV, 5 episodi (2013)
- Buona fortuna Charlie (Good Luck Charlie) – serie TV, episodio 4x20 (2014)
- Switched at Birth - Al posto tuo (Switched at Birth) – serie TV, episodio 3x08 (2014)
- Non si gioca con morte (Finders Keepers), regia di Alexander Yellen – film TV (2014)
- Un papà da Oscar (See Dad Run) – serie TV, episodi 3x10, 3x13 (2014)
- Una pazza crociera (One Crazy Cruise), regia di Michael Grossman – film TV (2015)
- Bella e i Bulldogs (Bella and the Bulldogs) – serie TV, 28 episodi (2015-2016)
- Teen Wolf – serie TV, episodio 6x01 (2016)
- General Hospital – soap opera (2017)
- Lethal Weapon – serie TV, episodio 2x11 (2018)
- Just Add Magic – serie TV, episodio 2x15 (2018)
- Everything Sucks! – serie TV, 10 episodi (2018)
- Home Before Dark – serie TV, 18 episodi (2020-2021)
- NCIS - Unità anticrimine (NCIS) – serie TV, episodio 19x08 (2021)
- Wolf Pack – serie TV, 7 episodi (2023)

### Doppiaggio
- Dottoressa Peluche (Doc McStuffins) – serie animata, episodio 2x17 (2014)
- Miles dal futuro (Miles from Tomorrowland) – serie animata (2015-2017)
- Pinocchio, regia di Guillermo del Toro (2022)

## Doppiatori italiani
Nelle versioni in italiano delle opere in cui ha recitato, Rio Mangini è stato doppiato da:
- Riccardo Suarez in Bella e i Bulldogs, Una pazza crociera, Non si gioca con morte, Everything Sucks!
- Tito Marteddu in Home Before Dark

## Riconoscimenti
| Anno | Premio                   | Categoria                                                                               | Lavoro                         | Risultato       |
| ---- | ------------------------ | --------------------------------------------------------------------------------------- | ------------------------------ | --------------- |
| 2012 | Young Artist Award       | Outstanding Instrumentalist                                                             | N.D.                           | Vincitore/trice |
| 2014 | Young Artist Award       | Miglior performance in una serie televisiva Giovane attore ricorrente di anni 10 e meno | Kickin' It - A colpi di karate | Vincitore/trice |
| 2015 | Young Artist Award       | Miglior performance in una serie televisiva Giovane attore guest star di anni 11-14     | Buona fortuna Charlie          | Vincitore/trice |
| 2016 | Young Artist Award       | Miglior performance in una serie televisiva Giovane attore ricorrente di anni 13 e meno | Bella e i Bulldogs             | Vincitore/trice |
| 2016 | Young Artist Award       | Miglior performance in un Film TV, Miniserie, Special o Pilot Giovane attore            | Una pazza crociera             | Candidato/a     |
| 2016 | Young Entertainer Awards | Best Leading Young Actor – Television Movie, Mini Series or Special                     | Una pazza crociera             | Vincitore/trice |
| 2017 | Young Artist Award       | Miglior performance in una serie televisiva Giovane attore guest star                   | Teen Wolf                      | Vincitore/trice |
| 2017 | Young Artist Award       | Miglior voce fuori campo – Giovane attore (12 – 21)                                     | Lasso & Comet                  | Candidato/a     |
| 2017 | Young Artist Award       | Miglior performance in una serie televisiva Giovane attore ricorrente                   | Bella e i Bulldogs             | Candidato/a     |
| 2017 | Young Entertainer Awards | Miglior giovane attore non protagonista – Serie televisiva                              | Bella e i Bulldogs             | Vincitore/trice |
| 2017 | Young Entertainer Awards | Miglior giovane attore guest star – Serie televisiva                                    | Teen Wolf                      | Candidato/a     |
| 2017 | Young Entertainer Awards | Miglior voce fuori campo – Giovane attore                                               | Lasso & Comet                  | Candidato/a     |